# Herriman, Utah
Herriman, Utah (енгл. Herriman) град је у америчкој савезној држави Јута.

## Демографија
По попису из 2010. године број становника је 21.785, што је 20.262 (1330,0%) становника више него 2000. године.
| Група             | 2000.         | 2010.          |
| Белци             | 1.433 (94,1%) | 19.519 (89,6%) |
| Афроамериканци    | 0 (0,0%)      | 121 (0,6%)     |
| Азијати           | 4 (0,3%)      | 279 (1,3%)     |
| Хиспаноамериканци | 42 (2,8%)     | 1.358 (6,2%)   |
| Укупно            | 1.523         | 21.785         |